# علی بیات
علی بیات، روستایی از توابع بخش ملارد شهرستان شهریار در استان تهران ایران است.

## جمعیت
این روستا در دهستان بی بی سکینه قرار دارد و براساس سرشماری مرکز آمار ایران در سال ۱۳۸۵، جمعیت آن ۵۴۶ نفر (۱۴۲خانوار) بوده‌است.